# محبة
المحبة اختلف العلماء في معناها فقيل المحبة ترادف الإرادة بمعنى الميل، المحبة كلمة تستعمل في الفلسفة والدين للدلالة على العلاقة المعطاء الخالصة. وهو الحب الذي أطلقه أفلاطون ويعرف بالحب الأفلاطوني.

## تعريف
المحبة هي نوع خاص من أنواع الحب وتدل على الحب اللامحدود واللامشروط. بخلاف المعنى العام للحب، فإن المحبة لا تمثل الحب البيولوجي بين البشر. بل تدل على الحب المطلق تجاه شخص ما أو فكرة ما أو الله من بعيدا  الجنس أو العاطفية مع محبوب كما يفهم من كلمة "حب".[بحاجة لمصدر]
المحبة كلمة تستعمل في الفلسفة والدين للدلالة على العلاقة المعطاء الخالصة. ففي الإسلام، المحبة هي العلاقى التي تجمع المؤمنين فيما بينهم ومع البشر. وفي الصوفية، تصف علاقة الصوفي مع خالقه. وفي المسيحية، تدل على درجة احب الله تجاه البشرية كما تدل على الحب الذي بشر به يسوع ودعا الناس لتطبيقه حتى تجاه الأعداء. وهو الحب الذي أطلقه أفلاطون ويعرف بالحب الأفلاطوني.

## الفرق بين المحبة وبعض الصفات والمعاني الأخرى القريبة
- الفرق بين المحبَّة والعشق:

(أن العشق شدّة الشّهوة لنيل المراد من المعشوق إذا كان إنسان، والعزم على مواقعته عند التمكُّن منه، ولو كان العشق مفارقًا للشهوة، لجاز أن يكون العاشق خاليًا من أن يشتهي النَّيل ممَّن يعشقه، إلَّا أنه شهوة مخصوصة لا تفارق موضعها، وهي شهوة الرجل للنيل ممَّن يعشقه، ولا تسمى شهوته لشرب الخمر، وأكل الطِّيب عشقًا، والعشق أيضًا هو الشَّهوة الَّتي إذا أفرطت وامتنع نيل ما يتعلَّق بها قتلت بها صاحبها، ولا يقتل من الشَّهوات غيرها، ألا ترى أن أحدًا لم يمت من شهوة الخمر والطَّعام والطِّيب، ولا من محبَّة داره، أو ماله، ومات خلق كثير من شهوة الخلوة مع المعشوق، والنيل منه).
- الفرق بين المحبَّة والشهوة:

(الشَّهوة توقان النَّفس، وميل الطباع إلى المشتهى، وليست من قبيل الإرادة، والمحبَّة من قبيل الإرادة، ونقيضها البغضة، ونقيض الحبِّ البغض، والشهوة تتعلَّق بالملاذ فقط، والمحبَّة تتعلَّق بالملاذ وغيرها).
- الفرق بين المحبَّة والصداقة:

(أنَّ الصَّداقة قوَّة المودَّة، مأخوذة من الشَّيء الصدق، وهو الصلب القوي، وقال أبو علي رحمه الله: الصَّداقة اتفاق القلوب على المودَّة، ولهذا لا يقال: إن الله صديق المؤمن، كما يقال: إنَّه حبيبه وخليله).
- الفرق بين الإرادة والمحبَّة:

(أَن المحبَّة تجري على الشَّيء، ويكون المراد به غيره، وليس كذلك الإرادة، تقول: أحببت زيدًا. والمراد أنَّك تحب إكرامه ونفعه، ولا يقال: أردت زيدًا بهذا المعنى، وتقول: أحبُّ الله، أي: أحبُّ طاعته، ولا يقال: أريده. بهذا المعنى، فجعل المحبَّة لطاعة الله محبَّة له، كما جعل الخوف من عقابه خوفًا منه.
والمحبَّة أيضا تجري مجرى الشَّهوة؛ فيقال: فلان يحبُّ اللَّحم، أي: يشتهيه، وتقول: أكلت طعامًا لا أحبه، أي: لا أشتهيه، ومع هذا فإن المحبَّة هي الإرادة).
- الفرق بين الحبِّ والودِّ:

(أن الحبَّ يكون فيما يوجبه ميل الطباع والحكمة جميعًا، والودُّ ميل الطباع فقط، ألا ترى أنَّك تقول: أُحبُّ فلانًا وأوده. وتقول: أُحبُّ الصَّلاة. ولا تقول: أودُّ الصَّلاة. وتقول: أودُّ أنَّ ذلك كان لي. إذا تمنيت وداده، وأودُّ الرجل ودًّا ومودة، والودُّ الوديد، مثل الحبُّ وهو الحبيب).

## المحبة في التاريخ

### الإغريق
أفلاطون هو أول من شرح فكرة المحبة فيما يسمى بالحب العذري أو الحب الأفلاطوني. فهو الحب العفيف الذي لا يدخل به أي علاقة جنسية. وبحسب معلمه سقراط، فإن هذه المحبة هي أساس الحب التي تمثل العلاقة بين البشر والألهة. وبناء عليه، فإن أسمى علاقة بين شخصين هو هذا النوع من الحب الذي يماثل حب الألهة البعيد عن الشهوات. بالتالي، اعتبر أفلاطون وجدود نوعين من الحب، الحب المبتذل (إيروس) والحب الطاهر (المحبة).

### المسيحية
أعطت المسيحية الاهتمام الكبير للمحبة مفتاح الدين. ألمحبة هي الشريعة الوحيدة المحرّرة من كل شيء. وهي حرية الإنسان الحقيقية وهي التي توصل لله. فمن جهة، يعتبر الله نفسه هو المحبة.، ومن جهة أخرى، غإن الله أظهر محبته للعالم بأنه أفتدى إبنه من أجل العالم. كما دعى المسيح البشرية إلى ممارسة المحبة الكاملة وحتى تجاه الأعداء والتي هي نواة إيمان المسيحية.

### في الجاهلية
قسم العرب في الجاهلية الحب إلى أقسام وأعطوا المحبة أعلى دراجاتها. ومن هذه الأقسام: المحبة، الهوي، المودة، الصبابة، العشق، الهيام والتيتم. مما وصلنا من المحبة التي لاتتناول الشهوة ما يسمى بالحب العذري والذي ينسب لقبيلة "عُذرة" بالقرب من المدينة المنورة، وارتبط بالغزل العفيف الذي امتدح فيه الشعراء أخلاق المحبوبة وجمال روحها وحسبها ونسبها، بدون أن يتطرقوا لوصف أو مدح يخدش حياءها، فكانوا يمتلكون رقة القلب وصدق المشاعر. وهنك العديد من الأشعار الجاهلية التي تصف المحبة بين أشخاص خالية من الشهوات مثل قول الشاعر الجاهلي حسان بن ثابت واصفا حبه للرسول بقوله:

### المحبة في الإسلام
نعني المحبة في الإسلام محبة الخالق لخلقه ومحبة الخلق للخالق ومحبة البشر بعضهم ببعض. والرأفة والرحمة تعبران عن قيمة الحب في القرآن الكريم. والمحبة الشرعية ليست مجرد عاطفة متعلقة بالوجدان وحده، وإنما هي متعلقة بالوجدان والعاطفة، والعقل والإرداة، والعمل: عمل القلب، وعمل الجوارح؛ إذ أنها جزء مهم من الإيمان.
والمحبة في اللغة: هي الحبُّ، وهو نقيضُ البغْضِ. وأصل هذه المادة يدلُّ على اللُّزوم وَالثَّبات، واشتقاقه من أحَبَّه إذا لزمه.
وقيل: (المحبَّة: الميل إِلَى الشَّيْء السار). وقال الراغب: (المحبَّة: ميل النفس إلى ما تراه وتظنه خيرًا).
وقال الهروي: (المحبَّة: تعلق القلب بين الهمة والأنس، فِي البَذْل وَالمنْع على الإِفْرَاد).
قال الرَّاغب: (لو تحابَّ النَّاس، وتعاملوا بالمحبَّة لاستغنوا بها عن العدل، فقد قيل: العدل خليفة المحبَّة يُستعمل حيث لا توجد المحبَّة، ولذلك عظَّم الله تعالى المنَّة بإيقاع المحبَّة بين أهل الملَّة، فقال عزَّ مِن قائل: ﴿إِنَّ الَّذِينَ آمَنُوا وَعَمِلُوا الصَّالِحَاتِ سَيَجْعَلُ لَهُمُ الرَّحْمَنُ وُدًّا﴾ ~[مريم: 96] أي: محبَّة في القلوب، تنبيها على أنَّ ذلك أجلب للعقائد، وهي أفضل من المهابة؛ لأنَّ المهابة تنفِّر، والمحبَّة تؤلِّف، وقد قيل: طاعة المحبَّة أفضل من طاعة الرَّهبة، لأنَّ طاعة المحبَّة من داخل، وطاعة الرَّهبة من خارج، وهي تزول بزوال سببها، وكلُّ قوم إذا تحابُّوا تواصلوا، وإذا تواصلوا تعاونوا، وإذا تعاونوا عملوا، وإذا عملوا عمَّروا، وإذا عمَّروا عمَّروا وبورك لهم).

#### في القرآن
- قال جلَّ في علاه: ﴿وَأَلْقَيْتُ عَلَيْكَ مَحَبَّةً مِّنِّي﴾ ~ [طه: 39].

قال الطبري: (عن عكرمة قال: حسنًا وملاحةً، قال أبو جعفر: والذي هو أولى بالصَّواب من القول في ذلك أن يقال: إنَّ اللَّه ألقى محبَّته على موسى، كما قال جلَّ ثناؤه: ﴿وَأَلْقَيْتُ عَلَيْكَ مَحَبَّةً مِّنِّي﴾ فحبَّبه إلى آسية امرأة فرعون، حتَّى تبنَّته وغذَّته وربَّته، وإلى فرعون، حتَّى كفَّ عنه عاديته وشرَّه. وقد قيل: إنَّما قيل: وألقيت عليك محبّةً منِّي، لأنَّه حبَّبه إلى كلِّ من رآه).وقال أيضًا: (قال ابن عبَّاس: حبَّبتك إلى عبادي، وقال الصِّدائي: حبَّبتك إلى خلقي. وقال آخرون: بل معنى ذلك: أي حسَّنت خلقك).
وقال الشوكاني: («وألقيت عليك محبَّةً منِّي» أي: ألقى اللَّه على موسى محبَّةً كائنةً منه تعالى في قلوب عباده لا يراه أحد إلَّا أحبَّه وقيل: جعل عليه مسحةً من جمال لا يراه أحد من النَّاس إلَّا أحبَّه. وقال ابن جرير: المعنى وألقيت عليك رحمتي، وقيل: كلمة من متعلِّقة بألقيت، فيكون المعنى: ألقيت منِّي عليك محبَّةً، أي: أحببتك، ومن أحبَّه اللَّه أحبَّه النَّاس).
- قال تعالى: ﴿إِنَّ الَّذِينَ آمَنُوا وَعَمِلُوا الصَّالِحَاتِ سَيَجْعَلُ لَهُمُ الرَّحْمَنُ وُدًّا﴾ ~[مريم: 96].

(قال قتادة: ذكر لنا أنَّ كعبًا كان يقول: إنَّما تأتي المحبَّة من السَّماء.
قال: إنَّ اللَّه تبارك وتعالى إذا أحبَّ عبدًا قذف حبَّه في قلوب الملائكة، وقذفته الملائكة في قلوب النَّاس، وإذا أبغض عبدًا فمثل ذلك، لا يملكه بعضهم لبعض).
(وقال علي بن أبي طلحة، عن ابن عبَّاس في قوله: «الصَّالِحَاتِ سَيَجْعَلُ لَهُمُ الرَّحْمَنُ وُدًّا» قال: حُبًّا. وقال سعيد بن جبير، عنه: يُحبُّهم ويُحبِّبهم، يَعنِي: إِلى خلقه الْمُؤمنين). وقال مقاتل: (يقول يجعل محبتهم في قلوب المؤمنين فيحبونهم).

#### في السنة
- عن أبي هريرة  قال: قال رسول الله ﷺ: ((لا تدخلون الجنَّة حتَّى تؤمنوا، ولا تؤمنوا حتَّى تحابُّوا، أولا أدلُّكم على شيء إذا فعلتموه تحاببتم؟ أفشوا السَّلام بينكم)).
قال النووي: (فقوله ﷺ: ((ولا تؤمنوا حتَّى تحابُّوا)). معناه: لا يكمل إيمانكم ولا يصلح حالكم في الإيمان إلَّا بالتَّحابِّ).
- وعن أبي هريرة  أيضاً قال: قال رسول الله ﷺ: «سبعة يظلهم الله في ظله، يوم لا ظل إلا ظله... وذكر منهم... ورجلان تحابا في الله، اجتمعا عليه وتفرقا عليه».
- وعن ابن مسعود  قال: «جاء رجل إلى النَّبي ﷺ فقال: يا رسول اللَّه، كيف تقول في رجل أحبَّ قومًا، ولم يلحق بهم؟ فقال النَّبي ﷺ: المرء مع من أحبَّ».
قال العظيم آبادي: (يعني من أحبَّ قومًا بالإخلاص يكون من زمرتهم، وإن لم يعمل عملهم؛ لثبوت التَّقارب بين قلوبهم، وربَّما تؤدِّي تلك المحبَّة إلى موافقتهم، وفيه حثٌّ على محبَّة الصُّلحاء والأخيار، رجاء اللِّحاق بهم والخلاص من النَّار).
وقال ابن بطال: (فدلَّ هذا أنَّ من أحبَّ عبدًا في الله، فإنَّ الله جامع بينه وبينه في جنته ومُدخِله مُدخَله، وإن قصر عن عمله، وهذا معنى قوله: (ولم يلحق بهم). يعني في العمل والمنزلة، وبيان هذا المعنى -والله أعلم- أنه لما كان المحبُّ للصالحين وإنما أحبهم من أجل طاعتهم لله، وكانت المحبَّة عملًا من أعمال القلوب واعتقادًا لها، أثاب الله معتقد ذلك ثواب الصالحين؛ إذ النية هي الأصل، والعمل تابع لها، والله يؤتي فضله من يشاء).
- وعن أبي هريرة ، عن النَّبي ﷺ: «أنَّ رجلًا زار أخًا له في قرية أخرى، فأرصد الله له، على مدرجته، ملكًا فلمَّا أتى عليه، قال: أين تريد؟ قال: أريد أخًا لي في هذه القرية، قال: هل لك عليه من نعمة تربَّها؟ قال: لا، غير أنِّي أحببته في الله عزَّ وجلَّ، قال: فإنِّي رسول الله إليك، بأنَّ الله قد أحبَّك كما أحببته فيه».
قال النووي: (في هذا الحديث فضل المحبَّة في اللَّه تعالى وأنَّها سبب لحبِّ اللَّه تعالى العبد). وأيضًا فيه: (دليل على عظم فضل الحب في الله والتزاور فيه).

#### في أقوال العلماء والحكماء
- قال الثعالبي: (المحبَّة أريحية منتفثة من النفس نحو المحبوب، لأنَّها تغذو الروح وتضني البدن، ولأنَّها تنقل القوى كلها إلى المحبوب بالتحلي بهيئته، والتمنِّي بحقيقته، بالكمال الذي يشهد فيه).
- (قال أبو بكر الوراق: سأل المأمون عبد الله بن طاهر ذا الرياستين عن الحبِّ، ما هو؟ فقال: يا أمير المؤمنين، إذا تقادحت جواهر النفوس المتقاطعة بوصل المشاكلة، انبعثت منها لمحة نور تستضيء بها بواطن الأعضاء، فتتحرَّك لإشراقها طبائع الحياة، فيتصوَّر من ذلك خلق حاضر للنفس، متصل بخواطرها، يسمى الحبَّ).
- عن مجاهد قال: (مرَّ على عبد الله بن عباس رجل فقال: إنَّ هذا يحبني. فقيل: أنَّى علمت ذلك؟ قال: إني أحبُّه).
- وقال ابن تيمية: (إنَّك إذا أحببت الشخص لله، كان الله هو المحبوب لذاته، فكلَّما تصورته في قلبك، تصوَّرت محبوب الحق فأحببته، فازداد حبُّك لله، كما إذا ذكرت النَّبي ﷺ، والأنبياء قبله والمرسلين وأصحابهم الصالحين، وتصورتهم في قلبك، فإنَّ ذلك يجذب قلبك إلى محبة الله، المنعم عليهم، وبهم، إذا كنت تحبهم لله. فالمحبوب لله يجذب إلى محبة الله، والمحبُّ لله إذا أحبَّ شخصًا لله، فإن الله هو محبوبه، فهو يحبُّ أن يجذبه إلى الله تعالى، وكلٌّ من المحبِّ لله والمحبوب لله يجذب إلى الله).
- وقال: (واعجبًا لمن يدَّعي المحبَّة! ويحتاج إِلى من يذِّكره بمحبوبه فَلَا يذكرهُ إِلَّا بمذكر. أقل ما في المحبَّة أَنَّها لَا تنسيك تذكُّر المحبوب).
وقال الجاحظ: (ينبغي لمحبِّ الكمال أن يعوِّد نفسه محبَّة النَّاس، والتَّودُّد إليهم، والتَّحنُّن عليهم، والرَّأفة والرَّحمة لهم، فإنَّ النَّاس قبيل واحد متناسبون تجمعهم الإنسانيَّة، وحلية القوَّة الإلهيَّة هي في جميعهم، وفي كلِّ واحد منهم، وهي قوَّة العقل، وبهذه النَّفس صار الإنسان إنسانًا).
- (وقال آخر: من جمع لك مع المودَّة الصادقة رأيًا حازمًا، فاجمع له مع المحبَّة الخالصة طاعة لازمة).

#### أقسام المحبة
- قسم الراغب الأصفهاني المحبَّة بحسب المحبين فقال: (المحبَّة ضربان:

1- طبيعي: وذلك في الإنسان وفي الحيوان...
2- اختياري: وذلك يختص به الإنسان... وهذا الثاني أربعة أضرب:
أ- للشهوة، وأكثر ما يكون بين الأحداث.
ب- للمنفعة، ومن جنسه ما يكون بين التجار وأصحاب الصناعة المهنية وأصحاب المذاهب.
ج- مركب من الضربين، كمن يحبُّ غيره لنفع، وذلك الغير يحبه للشهوة.
د- للفضيلة، كمحبة المتعلم للعالم، وهذه المحبَّة باقية على مرور الأوقات، وهي المستثناة بقوله تعالى: ((الأَخِلاَّء يَوْمَئِذٍ بَعْضُهُمْ لِبَعْضٍ عَدُوٌّ إِلاَّ الْمُتَّقِينَ)) [الزخرف: 67].
وأما الضروب الأُخر: فقد تطول مدتها وتقصر بحسب طول أسبابها وقصرها).
- وقسمها ابن القيم إلى أربعة أنواع وهي: محبة الله، ومحبة ما يحب الله، والمحبة مع الله وهي المحبة الشركية، والحب لله وفي الله، وهي من لوازم محبة ما يحب، ثم ذكر نوعًا خامسًا، وهي المحبَّة الطبيعية، وهي ميل الإنسان إلى ما يلائم طبعه، كمحبة العطشان للماء، والجائع للطعام، ومحبة النوم والزوجة والولد، فتلك لا تُذمُّ إلا إذا ألهت عن ذكر الله، وشغلت عن محبته.[33]
- وقسم ابن حزم المحبة إلى تسعة أنواع، قال: (المحبَّة ضروب:

1- فأفضلها: محبة المتحابين في الله عزَّ وجلَّ، إما لاجتهاد في العمل، وإما لاتفاق في أصل النحلة والمذهب، وإما لفضل علم بمنحه الإنسان.
2- ومحبة القرابة.
3- ومحبة الألفة في الاشتراك في المطالب.
4- ومحبة التصاحب والمعرفة.
5- ومحبة البر؛ يضعه المرء عند أخيه.
6- ومحبة الطمع في جاه المحبوب.
7- ومحبة المتحابين لسر يجتمعان عليه يلزمهما ستره.
8- ومحبة بلوغ اللذة وقضاء الوطر.
9- ومحبة العشق التي لا علة لها إلا ما ذكرنا من اتصال النفوس.
فكل هذه الأجناس منقضية مع انقضاء عللها، وزائدة بزيادتها، وناقصة بنقصانها، متأكدة بدنوها، فاترة ببعدها).

#### درجات ومراتب المحبة
قسم العلماء المحبة إلى عدة درجات، وقسمها ابن القيم إلى عشرة درجات هي:
1: العلاقة، وسمِّيت علاقةً لتعلُّق القلب بالمحبوب.
2: الإرادة، وهي ميل القلب إلى محبوبه وطلبه له.
3: الصَّبابة، وهي انصباب القلب إليه، بحيث لا يملكه صاحبه، كانصباب الماء في الحدور.
4: الغرام، وهو الحبُّ اللَّازم للقلب، الذي لا يفارقه، بل يلازمه كملازمة الغريم لغريمه.
5: الوداد، وهو صفو المحبَّة.
6: الشَّغف يقال: شغف بكذا. فهو مشغوف به. وقد شغفه المحبوب. أي وصل حبَّه إلى شغاف قلبه، وفيه ثلاثة أقوال:
أحدها: أنَّه الحبُّ المستولي على القلب، بحيث يحجبه عن غيره.
الثاني: الحبُّ الواصل إلى داخل القلب.
الثالث: أنَّه الحبُّ الواصل إلى غشاء القلب. والشِّغاف غشاء القلب إذا وصل الحبُّ إليه باشر القلب.
7: العشق، وهو الحبُّ المفرط، الَّذي يخاف على صاحبه منه.
8: التَّتيُّم، وهو التَّعبُّد، والتَّذلُّل.
9: التَّعبُّد وهو فوق التَّتيُّم، فإنَّ العبد هو الذي قد ملك المحبوب رقَّه، فلم يبقَ له شيء من نفسه ألبتَّة، بل كلُّه عبد لمحبوبه ظاهرًا وباطنًا، وهذا هو حقيقة العبوديَّة. ومن كمَّل ذلك فقد كمَّل مرتبتها.
10: مرتبة الخلَّة الَّتي انفرد بها الخليلان، إبراهيم ومحمد صلى اللَّه عليهما وسلم.

#### أنواع المحبة
- محبة الله للبشر: قال ابن الجوزي: «إن محبة الله، عز وجل، للعبد ليست بشغف كمحبة الآدميين بعضِهم بعضًا».[35]
- محبة البشر لله: وذكرالجنيد أن الأسباب الجالبة للمحبة عشرة:[36]

1. قراءة القرآن بالتدبر والتفهم لمعانيه وما أريد به،
2. التقرب إلى الله تعالى بالنوافل بعد الفرائض،
3. دوام ذكره على كل حال باللسان والقلب والعمل والحال فنصيبه من المحبة على قدر هذا،
4. إيثار محابه على محابِّك عند غلبات الهوى،
5. مطالعة القلب لأسمائه ومشاهدتها وتقلبه في رياض هذه المعرفة وميادينها،
6. مشاهدة بره وإحسانه ونعمه الظاهرة والباطنة،
7. انكسار القلب بين يديه،
8. الخلوة وقت النُّزول الإلهي وتلاوة كتابه ثم ختم ذلك بالاستغفار والتوبة،
9. مجالسة المحبين الصادقين والتقاط أطايب ثمرات كلامهم ولا تتكلم إلا إذا ترجحت مصلحة الكلام وعلمت أن فيه مزيدًا لحالك ومنفعة لغيرك،
10. مباعدة كل سبب يحول بين القلب وبين الله. فمن هذه الأسباب العشرة وصل المحبون إلى منازل المحبة ودخلوا على الحبيب.

- محبة النبي صلى الله عليه وآله وسلم قال الله تعالى: ﴿قُلْ إِنْ كُنْتُمْ تُحِبُّونَ اللَّهَ فَاتَّبِعُونِي يُحْبِبْكُمُ اللَّهُ وَيَغْفِرْ لَكُمْ ذُنُوبَكُمْ وَاللَّهُ غَفُورٌ رَحِيمٌ ۝٣١﴾ [آل عمران:31] وقال الرسول: (لا يؤمن أحدكم حتى أكون أحب إليه من أهله وماله والناس أجمعين) وقال: (لو ادركنى موسى وعيسى ما وسعهما إلا أتباعى). وقال الله تعالى في تحقيق المحبة: ﴿وَالَّذِينَ تَبَوَّءُوا الدَّارَ وَالْإِيمَانَ مِنْ قَبْلِهِمْ يُحِبُّونَ مَنْ هَاجَرَ إِلَيْهِمْ وَلَا يَجِدُونَ فِي صُدُورِهِمْ حَاجَةً مِمَّا أُوتُوا وَيُؤْثِرُونَ عَلَى أَنْفُسِهِمْ وَلَوْ كَانَ بِهِمْ خَصَاصَةٌ وَمَنْ يُوقَ شُحَّ نَفْسِهِ فَأُولَئِكَ هُمُ الْمُفْلِحُونَ ۝٩﴾ [الحشر:9]. فمن محبة الرسول ﴿صلى الله عليه وآله وسلم﴾إيثار سننه على الرأى والمعقول، ونصرته بالمال والنفس والقول، وعلامة محبته اتباعه ظاهرا وباطنا. فمن اتباعه ظاهرا أداء الفرائض، واجتناب المحارم، والتخلق بأخلاقه، والتأدب بشمائله وآدابه، والاقتفاء لآثاره، والتحسس عن أخباره، والزهد في الدنيا والإعراض عن أبنائها، ومجانبة أهل الغفلة والهوى، والترك للتكاثر والتفاخر من الدنيا، والإقبال على أعمال الآخرة، والتقرب من أهلها، والحب للفقراء، والتحبب إليهم، وتقريبهم وكثرة مجالستهم، واعتقاد تفضيلهم على أبناء الدنيا، ثم الحب في الله للقريب المحب، وهم العلماء والعباد والزهاد، والبغض في الله للبعيد المبغض، وهم الظلمة المبتدعة والفسقة المجاهرون. ومن اتباع حاله في الباطن مقامات اليقين، ومشاهدات علوم الإيمان مثل: الخوف والرضا والشكر والحياء والتسليم والتوكل والشوق والمحبة وإفراغ القلب لله، وإفراد الهم بالله، ووجود الطمأنينة بذكر الله، فهذه علامات الخصوص وبعض معانى باطن الرسول، وهو من اتباعه ظاهرا وباطنا، فمن تحقق بذلك فله من الآية نصيب موفور، أعنى قوله تعالى: ﴿قُلْ إِنْ كُنْتُمْ تُحِبُّونَ اللَّهَ فَاتَّبِعُونِي يُحْبِبْكُمُ اللَّهُ وَيَغْفِرْ لَكُمْ ذُنُوبَكُمْ وَاللَّهُ غَفُورٌ رَحِيمٌ ۝٣١﴾ [آل عمران:31]. وقد كان سهل يقول: علامة المحبة لله اتباع الرسول، وعلامة اتباع الرسول ﴿صلى الله عليه وآله وسلم﴾الزهد في الدنيا. وقال أيضا في تفسير قوله: ﴿وَمَنْ يُطِعِ اللَّهَ وَالرَّسُولَ فَأُولَئِكَ مَعَ الَّذِينَ أَنْعَمَ اللَّهُ عَلَيْهِمْ مِنَ النَّبِيِّينَ وَالصِّدِّيقِينَ وَالشُّهَدَاءِ وَالصَّالِحِينَ وَحَسُنَ أُولَئِكَ رَفِيقًا ۝٦٩﴾ [النساء:69]. قال: يطع الله في فرائضه والرسول في الدخول في سننه، فإذا اجتنب العبد البدع، وتخلق بأخلاق الرسول، فقد اتبعه وقد أحب الله تعالى، وكان معه غدا مرافقا في منزلته.[37]
- محبة البشر لبعضهم: ومن دلالات اساسيات المحبة في الإيمان ما ورد في الحديثين الشريفين «لا يؤمن أحدكم حتى يحب لأخيه ما يحبه لنفسه» و«هذا جبل يحبنا ونحبه».[38]

## إقراء أيضا
- قائمة:مرادفات الحب
- ألفة